# Lotus 39
Lotus 39 – samochód wyścigowy skonstruowany przez Lotusa. Początkowo zaplanowany do rywalizacji w Formule 1, ścigał się w Formule Tasman.

## Historia
Samochód, oparty na Lotusie 33, był początkowo zaprojektowany pod silnik Coventry Climax FWMV B16. Gdy do tego nie doszło, Maurice Philippe przeprojektował samochód pod silnik Climax FPF 2,5 o mocy około 230 KM.
Zbudowano tylko jeden egzemplarz modelu. Samochód, przeznaczony początkowo do wyścigów Formuły 1, nigdy nie wziął udziału w tej serii. Wystawiony został jednak do Formuły Tasman, w której modelem tym w 1966 roku Jim Clark odniósł jedno zwycięstwo i zajął drugie miejsce w klasyfikacji kierowców, za Jackiem Stewartem. W 1967 roku samochód nabył Leo Geoghegan, który zastąpił oryginalny silnik jednostką Repco V8 i w tej formie ścigał się do 1970 roku w seriach takich jak Formuła Tasman, Gold Star i Formuła 2, wygrywając w 1969 roku Grand Prix Japonii Formuły 2.